# Tetrosomus reipublicae
Tetrosomus reipublicae és una espècie de peix de la família dels ostràcids i de l'ordre dels tetraodontiformes.

## Morfologia
- Els mascles poden assolir 30 cm de longitud total.[5][6]

## Alimentació
Menja invertebrats bentònics.

## Hàbitat
És un peix marí, de clima tropical i demersal que viu fins als 180 m de fondària.

## Distribució geogràfica
Es troba des de l'Àfrica oriental fins a Indonèsia, el nord d'Austràlia i el sud del Japó.

## Observacions
És verinós per als humans.